# Radio Soleil
Pour les articles homonymes, voir Radio Soleil (homonymie).
Radio Soleil est une station de radio associative française qui, depuis 43 ans, accompagne les immigrés dans leur intégration. La station invite régulièrement les auditeurs à donner leurs opinions à propos des sujets d'actualité. Radio Soleil a été créée le 14 juin 1981.
Radio Soleil émet en trois langues : 30 % du temps en français et 70 % en arabe et berbère. Elle propose des débats culturels, politiques et sociaux, le reste du temps d'antenne étant consacré à la musique du Maghreb et du Machrek, avec du raï et de la world musique.

## Historique
Radio Soleil est fondée en 1981 par des membres de Radio Assifa, journal sonore militant distribué sur cassettes et de Sans frontière, journal fait « par et pour les immigrés », dans la dynamique de l'élection de François Mitterrand au mois de mai et de l'annonce programmée de la fin du monopôle d’État dans le domaine de la radio et de la télévision.
Elle émet pour la première fois le 14 juillet 1981, en plein mois du ramadan, en utilisant l'émetteur de Riposte, la radio pirate du parti socialiste. La station est alors installée au siège du Centre culturel de la Goutte d’Or, 35 rue Stéphenson, dans le 18e arrondissement de Paris.

## Identité de la station

### Logos

Ancien logo de Radio Soleil de 1981 à 2008

## Programmation

### Programmation musicale
La programmation musicale est variée, prévue à destination des auditeurs du Maghreb (Algérie, Maroc, Tunisie) mais aussi de l'Orient et du Golfe.

### Liste des émissions
La station propose des émissions culturelles, musicales, de divertissement, d'informations juridiques, etc.

### Émission la plus écoutée
Parmi les émissions les plus populaires figure le “Forum Juridique”, un programme phare depuis près de deux décennies. Animée par le juriste Mohsen, spécialiste du droit de l’immigration et de l’intégration, cette émission enregistre une audience pouvant atteindre jusqu’à cinq fois celle des autres programmes.
Autre rendez-vous incontournable : “Week-end Soleil”, présenté par Ali Abidi. Très suivie tant par la diaspora tunisienne que par les Tunisiens du pays, cette émission propose un talk-show dynamique accueillant des figures influentes de la société maghrébine en France et ailleurs dans le monde, ce qui lui vaut un public fidèle et varié

## Diffusion

### En modulation de fréquence (FM)
- Paris : 88.6
- Marseille : 87.7

Radio Soleil avait autrefois deux fréquences supplémentaires, l'une à Nancy et l'autre à Saint-Étienne.

### Par le satellite
Émission en numérique clair (MPEG-2/DVB) sur Atlantic bird 3 sur la fréquence 12,543 GHZ polarisation horizontale (SR 27500,FCE 3/4). Radio Soleil est également diffusée sur le satellite Télécom 2c.